# Стерн, Дженна
Дженна Стерн (англ. Jenna Stern, род. 23 сентября 1967) — американская актриса. Она является дочерью актрисы Саманты Эггар и продюсера Тома Стерна.
Окончила Калифорнийский университет в Беркли. Замужем за актёром Бреннаном Брауном.
Стерн за свою карьеру появилась в нескольких десятках фильмов и телевизионных шоу. На большом экране у неё были роли в «Портрет совершенства» (1997), «Паутина лжи» (1999), «Правила съёма: Метод Хитча» (2005), «16 кварталов» (2006) и «Лучший и самый яркий» (2010). На телевидении Стерн известна благодаря участию в «Закон и порядок», «Закон и порядок: Специальный корпус» и «Закон и порядок: Преступное намерение», где она в общей сложности сыграла девять разных ролей в период между 1999—2013 годами. В 2014 году она присоединилась в роли Посла Соединенных Штатов к третьему сезону сериала Netflix «Карточный домик».

## Избранная фильмография
| Год  |   | Русское название | Оригинальное название | Роль                    |
| ---- | - | ---------------- | --------------------- | ----------------------- |
| 2007 | с | Сплетница        | Gossip Girl           | директриса              |
| 2014 | с | Оставленные      | The Leftovers         | агент Дженнифер Фрешетт |